# Murad IV.

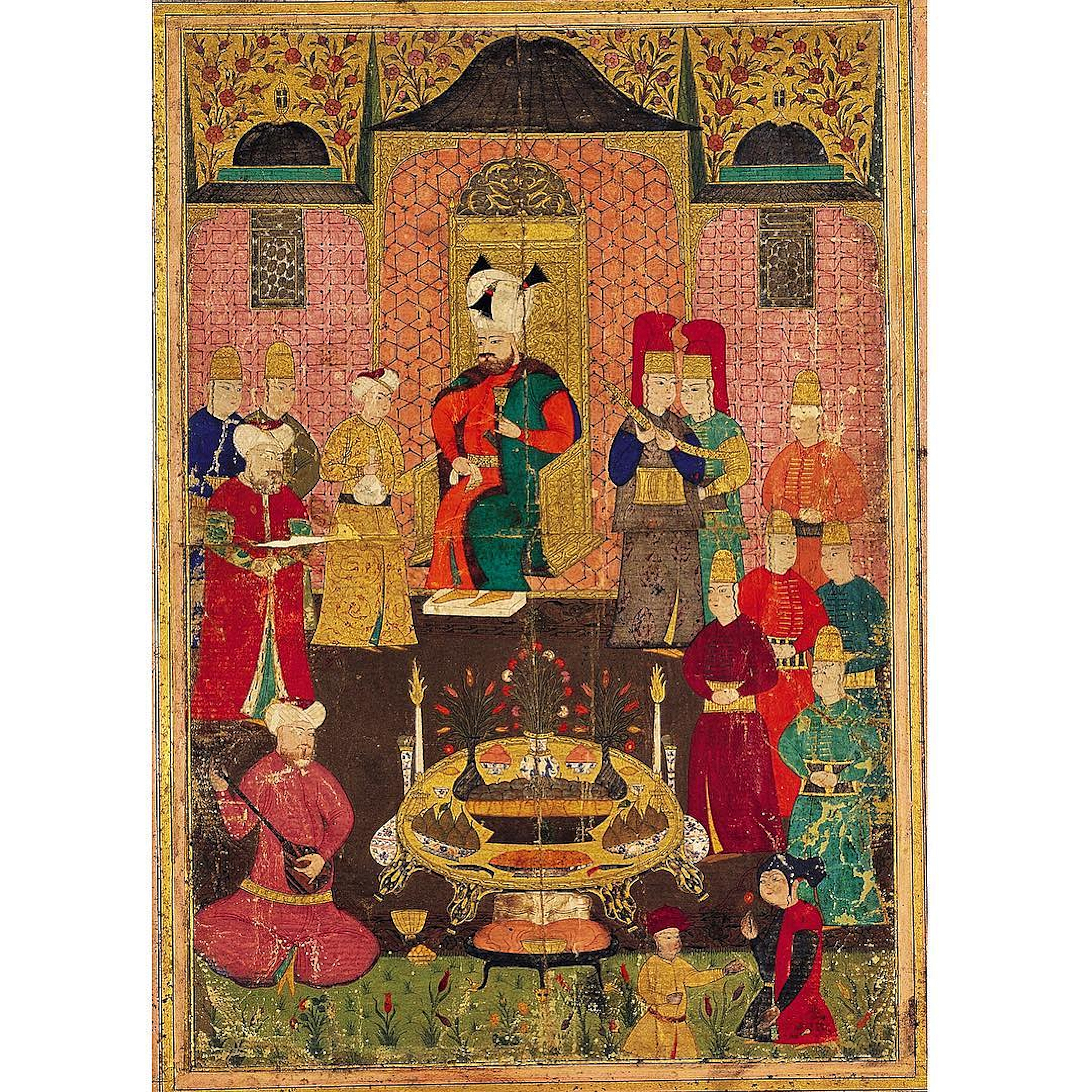
Sultan Murad IV. beim Festessen, Osmanische Miniatur, 1. Hälfte 17. Jh. (Badisches Landesmuseum)

Murad IV. (Osmanisch-Türkisch: مراد رابع Murād-i rābi‘) (geboren 27. Juli 1612; gestorben 8. Februar 1640) war von 10. September 1623 bis 8. Februar 1640 Sultan des Osmanischen Reiches.
Murad war ein Sohn Sultan Ahmeds I. und folgte seinem Onkel Mustafa I. im Alter von elf Jahren auf den Thron. In den ersten neun Jahren seiner Regentschaft hinderte ihn seine Jugend, mehr als die Rolle eines Beobachters der Politik einzunehmen. Großen Einfluss übte in dieser Zeit seine Mutter Kösem Mahpeyker als Valide Sultan aus. Die Zeit der mütterlichen Vormundschaft war für seinen Charakter und seinen Politik- und Herrschaftsstil prägend.

## Leben
Die Minderjährigkeit des Sultans leistete den disparaten Elementen des Staates Vorschub; die Soldaten, Spahis und Janitscharen, machtbewusst und wegen ihrer Immunität rücksichtslos, revoltierten mehrfach, verlangten Privilegien und die Absetzung und Hinrichtung unbequemer Beamter, darunter auch einiger Günstlinge des Sultans. 1631 erhoben sich die Spahis in Kleinasien zur Rebellion, um gegen die Absetzung des Großwesirs Hüsrev zu protestieren. Ihre Vertreter steinigten in Konstantinopel den neuen Großwesir Hafiz im Hof des Palastes, verfolgten den Sultan ins Innere des Palastes und drohten ihm mit Absetzung, falls er ihnen nicht die Köpfe von 18 seiner Berater und Günstlinge auslieferte. Hafiz wurde als freiwillig übergeben; andere Minister wurden abgesetzt; Mustafa Pascha, Agha der Janitscharen, wurde von seinen Truppen gerettet.
Seit seinem zwanzigsten Lebensjahr begann Murad, seine Macht systematisch auszubauen. Hüsrev wurde auf seinen Befehl hingerichtet; ein Komplott der Spahis zu seiner Absetzung wurde durch die Loyalität von Köse Mehmed, Agha der Janitscharen, und des Spahi Rum Mehmed (Mehmed der Grieche) verhindert. Am 29. Mai 1632 beseitigte Murad die im Hippodrom umzingelten Rebellen nach einem erfolgreichen Appell an die Loyalität der Janitscharen. 

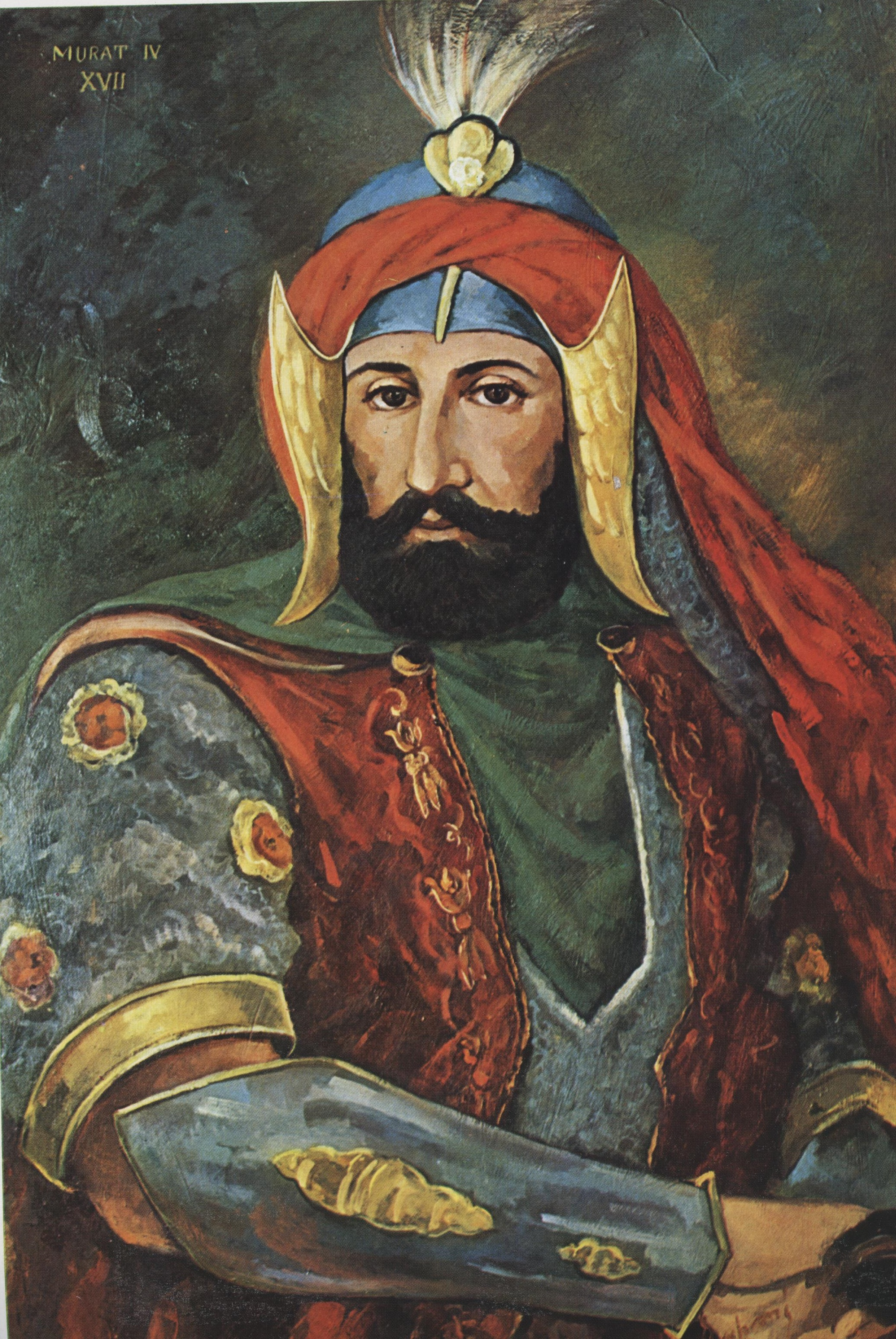
Posthumes Porträt Murads IV.: Ein Beispiel für die Rezeption des Herrschers im 19. und 20. Jahrhundert

Seine Strenge war legendär. Kleinste Vergehen wurden mit dem Tod bestraft, wobei Verdienste in der Vergangenheit keine mildernde Wirkung hatten. Der Genuss von Kaffee, Opium, Wein und Tabak war verboten; an einem einzigen Tag sollen achtzehn Personen wegen Übertretung dieser Regel hingerichtet worden sein. In seiner Regierungszeit wurden tausende von Menschen hingerichtet, man nimmt an, dass die Zahl seiner Opfer 100.000 überschritten hat.
Trotz – oder wegen – seiner Grausamkeit galt er als mutig und entschlusskräftig. Er pflegte seine körperliche Stärke durch ständige Übungen. Er liebte die Jagd und lebte deshalb vorwiegend in Adrianopel. Sein Kommando im persischen Krieg führte zur Eroberung von Bagdad (1638), gefolgt von einem durch den Vertrag von Qasr-e Schirin vom 17. Mai 1639. Er starb Anfang 1640 mit 27 Jahren an einer Leberzirrhose.